# Den förgyllda lergöken (revy)
Den förgyllda lergöken var en revy av Emil Norlander med premiär 1900. Egentligen hette den "Den förgyllda lergöken eller Kolingarnas midsommarnattsdröm. Sommarspex med körer, kupletter och baletter i två afdelningar."
Premiären ägde rum på Kristallsalongen på Djurgården i Stockholm annandag pingst den 4 juni 1900. Direktionen för Kristallsalongen trodde inte riktigt på revyn och ville inte ge Norlander sedvanligt författarhonorar på 20 kronor för föreställningen. De erbjöd honom, vilket han accepterade, i stället 20 procent på intäkterna. Något han inte behövde ångra. Redan premiärkvällen fick han över 400 kronor.

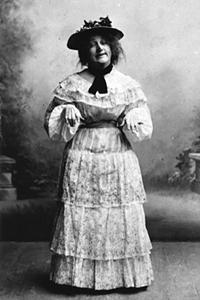
Anna Hofman-Uddgren som Fia Jansson

Norlander höll sig till tidens revystil och bjöd på en mer eller mindre sammanhängande dialog, då och då avbruten av sång- eller dansnummer. Musiken var enligt tidens sed hopplockad från olika håll. De snabba dekorbytenas revy var ännu inte uppfunnen utan man höll sig med två scenbilder, en för varje akt. Först ett svenskt landskap, därefter en gatubild från Världsutställningen 1900 i Paris, dit den sköna fen med hjälp av en förgylld lergök fört de drömmande kolingarna. Att Albert Engström inspirerat till huvudpersonerna och Frans Hodells lustspel Andersson, Pettersson och Lundström bidragit till dramaturgin var helt klart.
Två "kolingar" släntrar genom hela föreställningen, ströende vitsar och lustigheter omkring sig. Det är "Luft-Kalle" och "Kol-Jokke", vid premiären spelade av John Liander och Fritz Strandberg. En av visorna slog särskilt bra. Det var sången om Fia Jansson, sjungen av Anna Hofman-Uddgren. Andra kupletter var Ångbåts-Kalle, Feens sång, Kolingarnas nationalsång och Käraste vän min, nog får du brännvin. Revyn blev en stor succé och gick 165 gånger denna första sommar och höst. Stockholmarna rusade till, trots att Dagens Nyheters recensent skrev: "Det verkligt roliga är lika sällsynt som flottkulorna i en statares tisdagssoppa."
Revyn stod inte ensam på programmet, det bjöds också på varieté. Där uppträdde en dresserad åsna, som DN ville utnämna till hela kvällens clou.
Den förgyllda lergöken spelades ofta och gärna i fortsättningen. Föll ett stycke på någon teater blev Lergöken räddningsplankan. Den förste som tog den på turné var Oskar Textorius 1902. Den spelades i Göteborg i bearbetning av Axel Engdahl 1902 och av Karl Gerhard 1917. Urpremiärens Luft-Kalle, John Liander, fortsatte att spela sin roll i närmare 30 år i eget sällskap. Revyns gångbarhet berodde på att andra aktens utflykt till Parisutställningen kunde uppdateras och förläggas till lämpliga tillställningar. 
Så sent som 1968 moderniserades revyn av Evert Lundström och Jan Moen för Folkteatern i Göteborg. Lars Edström åstadkom en version för Stockholms stadsteater 1969, utökad med en hel del andra Norlandervisor, med Nils Ericson, Linnea Hillberg, Axelle Axell, Yvonne Lombard och Ivar Wahlgren. Bertil Norström regisserade den i Norrköping 1972.
I Povel Ramels sommarrevy Ryck mig i snöret 1964 fanns tydliga reminiscenser från Den förgyllda lergöken.

## Filmatiseringar
- 1924 – Den förgyllda lergöken
- 1944 – Fia Jansson från Söder

### Fotnoter
1. ↑  Fen i Den förgyllda lergöken utövade egendomligt nog i sin första kuplett en efter tidens mått djärv striptease. Figuren hade Norlander inspirerats till när han såg en trapetsartist på Djurgården som hette Miss Etta. Först spelades rollen av en danska, men hon avskedades efter tre veckor och Thérèse Hertzberg, som övertog rollen, kom bättre till rätta med stripteasen.
2. ↑  När han en gång måste ställa in på grund av influensaepidemi i ensemblen ville någon kalla revyn Den förkylda lergöken.